# Spodoptera pulchella
Spodoptera pulchella là một loài bướm đêm trong họ Noctuidae.